# Ba Ngạc
Ba Ngạc là một xã thuộc huyện Ba Tơ, tỉnh Quảng Ngãi, Việt Nam.
Xã Ba Ngạc có diện tích 41,29 km², dân số năm 1999 là 2368 người, mật độ dân số đạt 57 người/km².